# Tomislav Ivković
Tomislav Ivković (Zagreb, 11 augustus 1960) is een voormalig Joegoslavisch doelman. Ivković stopte in 1998 met voetballen. In 2013 won Ivković de trofee 'Tomislav Ivić', vernoemd naar voormalig voetballer en oud-trainer Tomislav Ivić. Ivković behaalde zeven van de negen stemmen en won hiermee de prijs voor het seizoen 2012/2013 als trainer van NK Lokomotiva Zagreb. Op 19 december 2013 maakten de Kroatische media bekend dat Ivković verder niet meer de hoofdtrainer van NK Lokomotiva Zagreb zal zijn. Volgens het beleid van de club heeft Ivković aangegeven dat hij wilde vertrekken bij de club en een nieuwe uitdaging aan wilde gaan. Andere bronnen beweerden juist dat Zdravko Mamić de reden was van zijn vertrek bij de Kroatische club, aangezien enkele dagen daarvoor de broer van Zdravko, Zoran Mamić, definitief werd aangesteld als de hoofdtrainer van GNK Dinamo Zagreb. Volgens dezelfde bronnen voelde Ivković zich hierdoor verraden, omdat Zdravko hem de baan had beloofd. Een dag later ontkende de club alles en werd er bekendgemaakt dat Ivković niet opstapte bij de Kroatische club. In mei 2015 werd Ivković ontslagen als trainer van NK Lokomotiva Zagreb.

## Clubcarrière
- 1978-1982:  Dinamo Zagreb
- 1982-1983:  Cibalia Vinkovci
- 1983-1985:  Rode Ster Belgrado
- 1985-1988:  FC Tirol Innsbruck
- 1988-1989:  Wiener Sport-Club
- 1989:   RC Genk
- 1989-1993:  Sporting Lissabon
- 1993:  GD Estoril-Praia
- 1994:  Vitória FC
- 1994-1996:  CF Belenenses
- 1996-1997:  UD Salamanca
- 1997-1998:  CF Estrela da Amadora

## Trainerscarrière
- 2004-2006:  Kroatisch voetbalelftal (assistent-trainer)
- 2007:  Al-Shaab Club (assistent-trainer)
- 2009:  Persepolis FC (assistent-trainer)
- 2010:  NK Međimurje Čakovec
- 2011:  NK Karlovac (sportief directeur)
- 2011-2015:  Lokomotiva Zagreb
- 2016:  Lokomotiva Zagreb
- 2016-2017:  Al-Faisaly FC
- 2017-2018:  NK Slaven Belupo
- 2018-heden:  NK Rudeš

## Interlandcarrière
Ivković kwam tussen 1983 en 1991 38 keer uit voor Joegoslavië uit. Hij vertegenwoordigde zijn vaderland bij de Olympische Spelen in Moskou (1980), waar Joegoslavië als vierde eindigde na een 2-0 nederlaag in de troostfinale tegen het gastland Sovjet-Unie. Vier jaar later was hij eveneens van de partij bij de Olympische Spelen van Los Angeles, waar hij de bronzen medaille won met de Joegoslavische ploeg.